# Нулевой километр (фильм, 2005)
«Нулевой километр» (курд. Sifir Kîlometre) — фильм иракского режиссёра курдского происхождения Хинера Салеема, снятый в 2005. Первый иракский фильм, принявший участие в Каннском кинофестивале.

## Сюжет
Действие разворачивается в 1988 году в последние недели ирано-иракской войны. Молодой солдат иракской армии Ако, курд по происхождению, мечтает сбежать из страны, но его жена Сельма отказывается оставить прикованного к кровати немощного отца. Ако отправляют на передовую, где он знакомится с суровым реализмом фронтовых будней. Однажды ему выпадает шанс покинуть фронт, чтобы доставить родственникам тело убитого товарища. Ако, жаждущий вернуться домой, и шофер-араб, ненавидящий курдов, отправляются на автомобиле с гробом на крыше в долгое совместное путешествие по выжженным войной иракским землям.

## В ролях
| Актёр            | Роль   |
| ---------------- | ------ |
| Назми Кирик      | Ако    |
| Эйям Экрем       | Шофёр  |
| Бельсим Бильджин | Сельма |
| Ахмед Келадизени | Семи   |
| Незар Селами     | Эднен  |

## Награды
- Кинофестиваль в Каннах, Франция, 2005 — Номинация на приз «Золотая пальмовая ветвь».
- Кинофестиваль в Вальядолиде, Испания, 2005 — Номинация на приз «Золотой колос».